# Associação Atlética Candango
Associação Atlética Candango foi uma agremiação esportiva brasileira, sediada em Brasília, no Distrito Federal.

## História
O clube disputava o Departamento Autônomo da Federação Desportiva de Brasília, sendo campeão em 1987. Em 1987, o atleta de ciclismo da equipe Esron Vieira foi campeão brasileiro na cateoria Quilômetro contra o relógio.
Contrarrelógio

## Estatísticas

### Participações
| Competição                | Competição            | Temporadas | Melhor campanha | Estreia | Última | P | R |
| Distrito Federal (Brasil) | Departamento Autônomo | 2          | Campeão (1987)  | 1983    | 1987   | – | – |